# Kriangkrai Chasang
Kriangkrai Chasang (tiếng Thái: เกรียงไกร ชาสังข์, sinh ngày 25 tháng 1 năm 1988) là một cầu thủ bóng đá người Thái Lan thi đấu ở vị trí hậu vệ cho câu lạc bộ Giải bóng đá Ngoại hạng Thái Lan Thai Honda Ladkrabang.

## Danh hiệu

### Câu lạc bộ
Bangkok United
- Giải bóng đá Ngoại hạng Thái Lan (1): 2006